# Etaper i Vuelta a España 2007
Etaperne i Vuelta a España 2007 strækker sig over 21 etaper (med 2 hviledage) fra d. 1. september til og med d. 23. september.

## Etaperne

### 1. etape: Vigo, 146.4 km
01-09-2007
|   | Rytter              | Hold     | Tid     |
| - | ------------------- | -------- | ------- |
| 1 | Daniele Bennati     | Lampre   | 3:43.09 |
| 2 | Óscar Freire        | Rabobank | s.t     |
| 3 | Alessandro Petacchi | Milram   | s.t     |

### 2. etape: Allariz – Santiago de Compostela, 148.7 km
02-09-2007
|   | Rytter         | Hold       | Tid     |
| - | -------------- | ---------- | ------- |
| 1 | Óscar Freire   | Rabobank   | 3:31.03 |
| 2 | Paolo Bettini  | Quick Step | s.t     |
| 3 | Leonardo Duque | Cofidis    | s.t     |

### 3. etape: Vivero – Luarca, 153 km
03-09-2007
|   | Rytter        | Hold              | Tid     |
| - | ------------- | ----------------- | ------- |
| 1 | Paolo Bettini | Quick Step        | 4:08.42 |
| 2 | Óscar Freire  | Rabobank          | s.t     |
| 3 | Allan Davis   | Discovery Channel | s.t     |

### 4. etape: Langreo – Lagos de Covadonga, 185.1 km
04-09-2007
|   | Rytter            | Hold              | Tid     |
| - | ----------------- | ----------------- | ------- |
| 1 | Vladimir Jefimkin | Caisse d'Epargne  | 4:39.56 |
| 2 | Leonardo Piepoli  | Saunier Duval     | + 1.06  |
| 3 | Stijn Devolder    | Discovery Channel | + 1.06  |

### 5. etape: Cangas de Onís – Reinosa, 157.4 km
05-09-2007
|   | Rytter          | Hold       | Tid     |
| - | --------------- | ---------- | ------- |
| 1 | Óscar Freire    | Rabobank   | 4:07.51 |
| 2 | Daniele Bennati | Lampre     | s.t     |
| 3 | Paolo Bettini   | Quick Step | s.t     |

### 6. etape: Reinosa – Logroño, 184.3 km
06-09-2007
|   | Rytter          | Hold            | Tid     |
| - | --------------- | --------------- | ------- |
| 1 | Óscar Freire    | Rabobank        | 4:24.10 |
| 2 | Koldo Fernández | Euskaltel       | s.t     |
| 3 | Angelo Furlan   | Crédit Agricole | s.t     |

### 7. etape: Calahorra – Saragossa, 176.3 km
07-09-2007
|   | Rytter        | Hold              | Tid     |
| - | ------------- | ----------------- | ------- |
| 1 | Erik Zabel    | Milram            | 3:52.05 |
| 2 | Allan Davis   | Discovery Channel | s.t     |
| 3 | Paolo Bettini | Quick Step        | s.t     |

### 8. etape: Cariñena – Saragossa, 52.2 km (tempo)
08-09-2007
|   | Rytter         | Hold              | Tid    |
| - | -------------- | ----------------- | ------ |
| 1 | Bert Grabsch   | T-Mobile          | 57.05  |
| 2 | László Bodrogi | Crédit Agricole   | + 0.34 |
| 3 | Stijn Devolder | Discovery Channel | + 0.48 |

### 9. etape: Huesca – Cerler, 167.6 km
09-09-2007
|   | Rytter            | Hold           | Tid     |
| - | ----------------- | -------------- | ------- |
| 1 | Leonardo Piepoli  | Saunier Duval  | 4:28.22 |
| 2 | Denis Mensjov     | Rabobank       | s.t     |
| 3 | Ezequiel Mosquera | Karpin-Galicia | + 0.16  |

### 10. etape: Benasque – Ordino-Arcalis, 214 km
10-09-2007
|   | Rytter         | Hold            | Tid     |
| - | -------------- | --------------- | ------- |
| 1 | Denis Mensjov  | Rabobank        | 5:47.05 |
| 2 | Cadel Evans    | Predictor-Lotto | s.t     |
| 3 | Samuel Sánchez | Euskaltel       | s.t     |

### 11. etape: Oropesa – Algemesí, 191.3 km
12-09-2007
|   | Rytter              | Hold       | Tid     |
| - | ------------------- | ---------- | ------- |
| 1 | Alessandro Petacchi | Milram     | 4:45.34 |
| 2 | Paolo Bettini       | Quick Step | s.t     |
| 3 | Erik Zabel          | Milram     | s.t     |

### 12. etape: Algemesí – Hellín, 176 km
13-09-2007
|   | Rytter              | Hold   | Tid     |
| - | ------------------- | ------ | ------- |
| 1 | Alessandro Petacchi | Milram | 3:41.01 |
| 2 | Daniele Bennati     | Lampre | s.t     |
| 3 | Alexandre Usov      | ag2r   | s.t     |

### 13. etape: Hellin – Torre-Pacheco, 176.4 km
14-09-2007
|   | Rytter          | Hold               | Tid     |
| - | --------------- | ------------------ | ------- |
| 1 | Andreas Klier   | T-Mobile           | 4:01.52 |
| 2 | Tom Stamsnijder | Gerolsteiner       | + 0.01  |
| 3 | Jérémy Roy      | Française des Jeux | + 0.24  |

### 14. etape: Lumbreras – Villacarrillo, 207 km
15-09-2007
|   | Rytter            | Hold               | Tid     |
| - | ----------------- | ------------------ | ------- |
| 1 | Jason McCartney   | Discovery Channel  | 5:21.21 |
| 2 | Thomas Lövkvist   | Française des Jeux | + 0.28  |
| 3 | Stefan Schumacher | Gerolsteiner       | + 0.50  |

### 15. etape: Villacarrillo – Granada, 201.4 km
16-09-2007
|   | Rytter         | Hold       | Tid     |
| - | -------------- | ---------- | ------- |
| 1 | Samuel Sanchez | Euskaltel  | 4:45.59 |
| 2 | Manuel Beltran | Liquigas   | s.t     |
| 3 | Carlos Barredo | Quick Step | + 0.24  |

### 16. etape: Jaen – Puertollano, 165 km
18-09-2007
|   | Rytter            | Hold      | Tid     |
| - | ----------------- | --------- | ------- |
| 1 | Leonardo Duque    | Cofidis   | 4:00.39 |
| 2 | Alexandr Kolobnev | CSC       | s.t     |
| 3 | Koldo Fernandez   | Euskaltel | + 0.06  |

### 17. etape: Ciudad Real – Talavera de la Reina, 175 km
19-09-2007
|   | Rytter              | Hold            | Tid     |
| - | ------------------- | --------------- | ------- |
| 1 | Daniele Bennati     | Lampre-Fondital | 3:56.58 |
| 2 | Paolo Bettini       | Quick Step      | s.t     |
| 3 | Alessandro Petacchi | Milram          | s.t     |

### 18. etape: Talavera de la Reina – Ávila, 153.5 km
20-09-2007
|   | Rytter            | Hold              | Tid     |
| - | ----------------- | ----------------- | ------- |
| 1 | Luis Pérez        | Andalucía-Cajasur | 3:43.45 |
| 2 | Cadel Evans       | Predictor-Lotto   | + 0.41  |
| 3 | Franco Pellizotti | Liquigas          | + 0.41  |

### 19. etape: Ávila – Alto de Abantos, 133 km
21-09-2007
|   | Rytter         | Hold      | Tid     |
| - | -------------- | --------- | ------- |
| 1 | Samuel Sánchez | Euskaltel | 3:37.01 |
| 2 | Daniel Moreno  | Relax-GAM | s.t     |
| 3 | Denis Mensjov  | Rabobank  | + 0.03  |

### 20. etape: Villalba, 20 km (tempo)
22-09-2007
|   | Rytter         | Hold             | Tid    |
| - | -------------- | ---------------- | ------ |
| 1 | Samuel Sánchez | Euskaltel        | 22.11  |
| 2 | Denis Mensjov  | Rabobank         | + 0.12 |
| 3 | Stef Clement   | Bouygues Télécom | + 0.14 |

### 21. etape: Rivas Vaciamadrid – Madrid, 104.2 km
23-09-2007
|   | Rytter              | Hold   | Tid     |
| - | ------------------- | ------ | ------- |
| 1 | Daniele Bennati     | Lampre | 2:37.27 |
| 2 | Alessandro Petacchi | Milram | s.t     |
| 3 | Alexandre Usov      | ag2r   | s.t     |